# Luke Gross
Luke Gross, né le 21 novembre 1969 à Decatur (Indiana), est un joueur américain de rugby à XV qui évolue au poste de deuxième ligne. Il compte plusieurs sélections avec l'équipe des États-Unis.

## Biographie
Il connaît sa première cape internationale le 7 janvier 1996 à l’occasion du match face à l'Équipe d'Irlande. 
Luke Gross joue actuellement[Quand ?] chez les Doncaster Knights. 
Il dispute plusieurs éditions de la Coupe du monde, en 1999 et 2003. Également sélectionné en 2007, il est titularisé pour le match d'ouverture contre l'Équipe d'Angleterre. Néanmoins, il se blesse à un entraînement avant la rencontre et doit se faire opérer d'un disque vertébral ; il doit donc déclarer forfait et ne joue pas sa 3e Coupe du monde.
Le 14 avril 2016, le PRO Rugby officialise sa prise de fonctions en tant qu'entraîneur des Express de Sacramento, l'un des nouveaux clubs professionnels aux États-Unis.

## Carrière

### En tant que joueur
- Harlequins 1997-1998
- Rugby Rovigo
- Rugby Roma
- Llanelli RFC 2001-2003
- Rotherham Titans 2003-2004
- Newcastle Falcons 2004-2006
- Doncaster Knights
- Sheffield Tigers

En Coupe du monde :
- 2003 : 4 sélections (Fidji, Écosse, Japon, France).
- 1999 : 3 sélections (Irlande, Roumanie, Australie).

## Palmarès
(à jour au 9 octobre 2007)
- 62 sélections avec l'équipe des États-Unis
- 0 point
- Sélections par année : 9 en 1996, 8 en 1997, 12 en 1998, 9 en 1999, 5 en 2000, 4 en 2001, 2 en 2002, 13 en 2003.